# أبتون سكوت هيث
أبتون سكوت هيث (بالإنجليزية: Upton Scott Heath)‏ هو قاضي ومحامي أمريكي، ولد في 10 أكتوبر 1784 في ماريلند في الولايات المتحدة، وتوفي في 21 فبراير 1852.